# Kokopu
Kokopu  est une localité de la région du Northland, située dans l’Île du Nord de la Nouvelle-Zélande. 

## Situation
La ville de Whangarei siège à environ 20 km vers l’est .

## Éducation
Kokopu School est une école mixte assurant tout le primaire (allant de l’année 1 à 8) avec un taux de decile de 9 et un effectif de 95 élèves .
L’école fut fondée en 1914, et pour les vingt premières années, elle fonctionna à mi-temps, partageant son instituteur avec l’école de la ville de Kara .